# Greta Galisch de Palma
Greta Galisch de Palma (Torgau, 19 gennaio 1976) è un'attrice, doppiatrice e conduttrice radiofonica tedesca.

## Biografia
Si è diplomata come attrice presso  Hochschule für Musik und Theater di Lipsia nel 1998.

## Filmografia

### Televisione
- Squadra speciale Lipsia (SOKO Leipzig) - serie TV (2003,2004)
- Schloss Einstein - serie TV (2003)
- Il nostro amico Charly (Unser Charly) - serie TV (2004)
- Das Zimmermädchen und der Millionär - regia di Andreas Senn - film TV (2004)
- Unter den Linden – Das Haus Gravenhorst - serie TV (2004-2005)
- Hinter Gittern – Der Frauenknast - serie TV (2006-2007)
- Deadline: squadra anticrimine (Deadline – Jede Sekunde zählt) - serie TV (2007)
- GSG9 - Squadra d'assalto (GSG 9 – Ihr Einsatz ist ihr Leben) - serie TV (2008)
- Soko 5113 - serie TV  (1 episodio) (2009)
- Countdown (Countdown - Die Jagd beginnt) - serie TV (2011)
- Für kein Geld der Welt - regia di Stephan Meyer (2011)
- Hamburg Distretto 21 (Notruf Hafenkante) - serie TV (1 episodio) (2011)
- Wege zum Glück - Spuren im Sand - serie TV (2012)
- Der Rekordbeobachter - Film TV - regia di Karola Hattop (2012)

## Doppiaggio
- Jackie Cruz in Orange Is the New Black
- Blaze the Cat in Sonic Generations, Mario & Sonic ai Giochi olimpici invernali di Sochi 2014, Mario & Sonic ai Giochi olimpici di Rio 2016, Team Sonic Racing, Mario & Sonic ai Giochi olimpici di Tokyo 2020, Shadow Generations
- Stephanie Fantauzzi in Henry Danger
- Amalia Eve in The Haunting
- Lynn Chen in Grey's Anatomy
- Brit Morgan in Riverdale

## Conduzione radiofonica
- Howard Phillips Lovecraft – Chroniken des Grauens (2020- in corso)